# Lophium elegans
Lophium elegans är en svampart som beskrevs av H. Zogg 1954. Lophium elegans ingår i släktet Lophium och familjen Mytilinidiaceae.   Inga underarter finns listade i Catalogue of Life.